# Gare de Jumet-Hamendes
Ne doit pas être confondu avec Gare de Jumet.
La gare de Jumet-Hamendes ou gare des Hamendes est une gare ferroviaire (fermée et détruite) belge de la ligne 119, de Luttre à Châtelet, située dans le quartier des Hamendes à Jumet, section de la ville de Charleroi dans la province de Hainaut en région wallonne.
Elle est mise en service en 1881 par les chemins de fer de l'État belge. Elle est fermée au service des voyageurs en 1953 et au service des marchandises au plus tard en 1985 par la Société nationale des chemins de fer belges (SNCB).

## Situation ferroviaire
Établie à 164 mètres d'altitude, la gare des Hamendes était située au point kilométrique (PK) 13,9 de la ligne 119, de Luttre à Châtelet, entre les haltes de Houbois et de Gilly-Sart-Culpart.

## Histoire
Le 10 mars 1877 les Chemins de fer de l'État belge ouvrent à l'exploitation de la section de Gosselies à Jumet-Brûlotte— dernier maillon manquant de la ligne de Luttre à Châtelet (future ligne 119) —.
La station des Hamendes est mise en service le 20 août 1881, ouverte au service des marchandises et des bagages.
La construction du nouveau bâtiment des recettes (plan type 1895) est mis en adjudication le 8 février 1904.
La halle à marchandises est adjugée le 11 mars 1907.
Le service voyageurs est arrêté le 4 octobre 1953 sur la ligne 119.
La desserte par les trains de marchandises de la ligne 119 perdure jusqu'au 16 septembre 1985 entre Jumet et Thiméon. Les rails sont démontés sur les deux tronçons de part et d'autre de la gare en 1988 et 1990.